# 462 v. Chr.
Portal Geschichte | Portal Biografien | Aktuelle Ereignisse | Jahreskalender | Tagesartikel

◄ |
6. Jahrhundert v. Chr. |
5. Jahrhundert v. Chr. |
4. Jahrhundert v. Chr. |
►

◄ | 480er v. Chr. | 470er v. Chr. | 460er v. Chr. | 450er v. Chr. |
440er v. Chr. |
►

◄◄ | ◄ | 465 v. Chr. | 464 v. Chr. | 463 v. Chr. | 462 v. Chr. |
461 v. Chr. |
460 v. Chr. |
459 v. Chr. |
► |
►►

## Ereignisse

### Politik und Weltgeschehen
Sparta entsendet eine Delegation nach Athen, die um Hilfe beim Helotenaufstand bitten soll.
Athen geht ein Bündnis mit Argos, der mit Sparta verfeindeten Polis, ein. Damit ist der Hellenenbund aufgelöst.

### Wissenschaft und Kultur
- um 462 v. Chr.: Der griechische Philosoph Anaxagoras geht nach Athen und beginnt dort zu lehren.

### Sport
König Arkesilaos IV. von Kyrene siegt bei den Pythischen Spielen im Viergespann.